# Virbia parva
Virbia parva là một loài bướm đêm thuộc phân họ Arctiinae, họ Erebidae.